# Naucleopsis pseudonaga
Naucleopsis pseudonaga är en mullbärsväxtart som först beskrevs av Gottfried Wilhelm Johannes Mildbraed, och fick sitt nu gällande namn av C. C. Berg. Naucleopsis pseudonaga ingår i släktet Naucleopsis och familjen mullbärsväxter. Inga underarter finns listade i Catalogue of Life.